# Menawa
Menawa est un chef politique et militaire de la Nation creek. Il participe notamment à la bataille de Horseshoe Bend durant la guerre Creek de 1813-1814. En 1825, il est chargé par le Conseil national creek d'exécuter William McIntosh et deux autres signataires du traité d'Indian Springs jugé contraire à leurs lois.